# Shut ’Em Down (album)
Shut ’Em Down – trzeci studyjny album amerykańskiego trio Onyx. Został wydany 2 czerwca 1998 roku nakładem wytwórni Def Jam Recordings przy współpracy z Jam Master Jay Records. Był największy sukces grupy, jeśli chodzi o notowania. Płyta zadebiutowała na 10. miejscu notowania Billboard 200 oraz na 3. pozycji na liście przebojów Top R&B/Hip-Hop Albums. Produkcję promowały dwa single: "React" z gościnnym udziałem nieznanego wówczas 50 Centa, "Shut ’Em Down" z DMX-em i "The Worst" z Raekwonem, Method Manem, oraz Killa Sinem.
Utwór "Shut ’Em Down (Remix)" znalazł się na ścieżce dźwiękowej do gry Grand Theft Auto: Liberty City Stories.

## Lista utworów
1. "It Was Onyx" – 0:48
2. "Raze It Up" – 4:00
3. "Street Nigguz"– 4:54
4. "Shut ’Em Down"– 3:58 (Featuring DMX)
5. "Broke Willies"– 3:49
6. "For Nothin'"– 0:18
7. "Rob & Vic"– 4:54 (Featuring Chocolate)
8. "Face Down" – 4:40
9. "Cops"– 0:51
10. "Conspiracy"– 4:31 (Featuring Clay the Raider)
11. "Black Dust"– 3:54
12. "One Nation" – 0:37
13. "React"– 4:09 (Featuring 50 Cent, Bonifucco, X-1, and Still Livin')
14. "Veronica"– 4:29 (Featuring Sunshine)
15. "Fuck Dat"- 4:58
16. "Ghetto Starz"– 3:34 (Featuring Lost Boyz)
17. "Take That"– 1:27
18. "The Worst"- 5:34 (Featuring Raekwon, Method Man, and Killa Sin)
19. "Overshine"– 3:59 (Featuring All City)
20. "Shut ’Em Down" (Remix)– 4:14 (Featuring Noreaga and Big Pun)

## Sample
"Shut ’Em Down"
- "Vieillir" – Jacques Brel

"Overshine"
- "Here We Go Again" – The Isley Brothers

"The Worst"
- "Up Against The Wall" – Quincy Jones
- "Protect Ya Neck" – Wu-Tang Clan

"React"
- "Frisco Disco" – Eastside Connection
- "Mona Lisa" – Slick Rick